# Бадеріх
Бадеріх або Балдеріх (між 480 та 490 — 529) — король тюрингів у 507—529 роках. Ім'я перекладається як «Сміливий».

## Життєпис
Син короля тюрингів Бізіна та його другої дружини Менії зі знатного, можливо королівського роду лангобардів. Близько 507 року після смерті батька розділив королівство з братами Герменефредом і Бертахаром. Ймовірно володіння Бадеріха межували з кордонами франкського королівства Австразія.
Про період правління Бадеріха замало відомостей. У 525 році брат Герменефред розпочав боротьбу з братами. Згідно Григорія Турського у 525 році той вбив Бертахара, а у 529 році в союзі з Теодоріхом I, королем Австразії, виступив проти Бадеріха. У війні останній зазнав поразки й загинув. Усю Тюрингію об'єднав Герменефред.

## Родина
За одними хроніками Бадеріх небув одружений й не мав нащадків, за іншими свідченнями його доньками були Інгунда і Арегунда, що стали дружинами франкського короля Хлотаря I.